# Coupe Henri Delaunay
Coupe Henri Delaunay (dansk: Henri Delaunay-pokalen) er navnet på den pokal, der siden 1960 af UEFA har været udsat til vinderen af EM i fodbold.
Pokalen blev designet i 1960 i Paris af Chobillon og købt af Arthur Bertrand. Den forsølvede pokal vejer ca. 10 kg og er 42,5 cm høj. Den blev opkaldt efter franskmanden Henri Delaunay, der var UEFA's første generalsekretær og idemanden bag EM i fodbold.
EM-pokalen er en vandrepokal og tilhører derfor UEFA. Hvis et land vinder EM tre gange i træk eller fem gange i alt, modtager landets fodboldforbund en nøjagtig kopi af pokalen fra UEFA. Ellers må kopier, der fremstilles på initiativ af EM-vindernes fodboldforbund, højst være 4/5 af originalens størrelse og skal tydeligt påføres betegnelsen "Replika" (kopi).

## Ny pokal i 2008
UEFA mente, at den gamle pokal var lidt for lille og anonym i forhold til, at den skulle repræsentere sejren i EM i fodbold, som i UEFA's øjne er verdens næstvigtigste fodboldturnering. Og derfor blev det besluttet at udskifte den med en større.
Derfor har UEFA til EM i fodbold 2008 introduceret en ny pokal, der afløser den hidtidige Coupe Henri Delaunay. Pokalen blev fremvist den 27. januar 2006 og blev (ligesom sin forgænger) opkaldt efter Henri Delaunay. Den nye pokal er en næsten tro kopi af den gamle, blot noget større. Dog er den gamle pokals marmorsokkel udskiftet med en af sølv, så hele pokalen nu fremstår forsølvet, og en lille figur på den gamle pokal, der forestiller en jonglerende fodboldspiller, er ikke med på den nye. Den nye pokal er 60 cm høj og vejer 8 kg. Den blev designet af sølvsmedefirmaet Asprey i London.